# Coupe de France féminine de football 2017-2018
Navigation
Édition précédente Édition suivante
La Coupe de France féminine de football 2017-2018 est la 17e édition de la Coupe de France féminine.
Il s'agit d'une compétition à élimination directe ouverte à tous les clubs de football français ayant une équipe féminine, organisée par la Fédération française de football (FFF) et ses ligues régionales.

## Calendrier de la compétition
| Tour                                                      | Nom                        | Dates retenues         | Équipes participantes | Équipes restantes |
| Phase régionale                                           | Phase régionale            | Phase régionale        | Phase régionale       | Phase régionale   |
| --------------------------------------------------------- | -------------------------- | ---------------------- | --------------------- | ----------------- |
| 1 à 3                                                     | Tours régionaux            | Selon les ligues       | 652                   | 160               |
| 4                                                         | Finales régionales         | 18 et 19 novembre 2017 | 160                   | 80                |
| Phase fédérale (entrée en lice des équipes de Division 2) |                            |                        |                       |                   |
| 5                                                         | 1er tour                   | 9 et 10 décembre 2017  | 104                   | 52                |
| Phase finale (entrée en lice des équipes de Division 1)   |                            |                        |                       |                   |
| 6                                                         | Trente-deuxièmes de finale | 6 et 7 janvier 2018    | 64                    | 32                |
| 7                                                         | Seizièmes de finale        | 27 et 28 janvier 2018  | 32                    | 16                |
| 8                                                         | Huitièmes de finale        | 10 et 11 février 2018  | 16                    | 8                 |
| 9                                                         | Quarts de finale           | 14 et 15 avril 2018    | 8                     | 4                 |
| 10                                                        | Demi-finales               | 5 et 6 mai 2018        | 4                     | 2                 |
| 11                                                        | Finale                     | 31 mai 2018            | 2                     | 1                 |

## Premier tour fédéral
Le premier tour fédéral est marqué par l'entrée en lice des 24 clubs de deuxième division qui rejoignent les 80 clubs de division de ligues et de districts.
Les rencontres ont lieu le week-end du dimanche 10 décembre 2017 et sont marquées par la performance de trois clubs de Division d'Honneur/Régional 1, l'OGC Nice, le FCE Arlac et Le Havre AC, qui éliminent des pensionnaires de Division 2.
| Date       | Club (division)                               | Score                 | Club (division)                                    |
| ---------- | --------------------------------------------- | --------------------- | -------------------------------------------------- |
| 10/12/2017 | US Saint-Malo (Division 2)                    | 4-1                   | FC Lorient (Division 2)                            |
| 10/12/2017 | AS Monaco (Division d'Honneur)                | 0-5                   | AS Saint-Étienne (Division 2)                      |
| 10/12/2017 | EF Bastiaise (Régional 1)                     | 1-12                  | Grenoble Foot (Division 2)                         |
| 10/12/2017 | OGC Nice (Division d'Honneur)                 | 1-0                   | FF Nîmes Métropole Gard (Division 2)               |
| 10/12/2017 | FCE Arlac (Régional 1)                        | 3-1                   | Montauban FC (Division 2)                          |
| 10/12/2017 | Bergerac Foot (Régional 1)                    | 0-6                   | Toulouse FC (Division 2)                           |
| 10/12/2017 | ES Seizième (Régional 1)                      | 0-3                   | CBOSL Football (Division 2)                        |
| 10/12/2017 | US Orléans (Régional 1)                       | 1-7                   | ESOFV La Roche-sur-Yon (Division 2)                |
| 10/12/2017 | Baugé EA (Régional 1)                         | 3-5                   | Stade brestois (Division 2)                        |
| 10/12/2017 | SC Moulins-lès-Metz (Division d'Honneur)      | 0-5                   | Stade de Reims (Division 2)                        |
| 10/12/2017 | HQ Harly-Quentin (Régional 1)                 | 1-4                   | Metz ESAP (Division 2)                             |
| 10/12/2017 | Saint-Memmie Olympique (Division d'Honneur)   | 0-6                   | FC Vendenheim (Division 2)                         |
| 10/12/2017 | ES Troyes AC (Division d'Honneur)             | 1-7                   | FC Metz (Division 2)                               |
| 10/12/2017 | FC Saint-Etienne (Régional 1)                 | 0-1                   | CSFA Ambilly (Division 2)                          |
| 10/12/2017 | CS Nivolas Vermelle (Régional 1)              | 0-3                   | FF Yzeure (Division 2)                             |
| 17/12/2017 | FC Nivolet (Régional 1)                       | 0-3                   | Dijon FCO (Division 2)                             |
| 09/12/2017 | Le Havre AC (Régional 1)                      | 1-0                   | VGA Saint-Maur (Division 2)                        |
| 10/12/2017 | ESM Gonfreville (Régional 2)                  | 0-5                   | FF Issy (Division 2)                               |
| 17/12/2017 | Olympique Mérignies (Régional 2)              | 0-3                   | Arras FCF (Division 2)                             |
| 10/12/2017 | Foot Espoir 85 (Régional 2)                   | 0-7                   | Le Mans FC (Division 2)                            |
| 17/12/2017 | FC Canton d’Oradour (Inter-District)          | 1-8                   | FC Aurillac-Arpajon (Division 2)                   |
| 17/12/2017 | CS Diana Liévin (District)                    | 1-11                  | FC Rouen (Division 2)                              |
| 17/12/2017 | US Saessolsheim (District)                    | 0-11                  | AS Nancy-Lorraine (Division 2)                     |
| 10/12/2017 | Limoges LF (Régional 1)                       | 1-4                   | AS Portet Carrefour Récébédou (Division d'Honneur) |
| 10/12/2017 | FA Saint-Cyprien (Division d'Honneur)         | 1-1 Tirs au but : 5-4 | Montpellier ASPTT (Division d'Honneur)             |
| 10/12/2017 | FCF Monteux (Division d'Honneur)              | 3-2                   | FC Rousset Sainte-Victoire (Division d'Honneur)    |
| 10/12/2017 | AS Muretaine (Division d'Honneur)             | 5-1                   | La Clermontaise Football (Division d'Honneur)      |
| 10/12/2017 | ESTC Poitiers (Régional 1)                    | 4-1                   | AS Montigny (Régional 1)                           |
| 10/12/2017 | CPBB Rennes (Régional 1)                      | 3-0                   | Quimper KFC (Régional 1)                           |
| 10/12/2017 | Sainte-Luce-sur-Loire US (Régional 1)         | 2-0                   | Ploërmel FC (Régional 1)                           |
| 10/12/2017 | Péronne CAFC (Régional 1)                     | 0-2                   | Paris UCF (Régional 1)                             |
| 17/12/2017 | FC Pfastatt (Division d'Honneur)              | 0-1                   | AS Pierrots Vauban Strasbourg (Division d'Honneur) |
| 10/12/2017 | AS Châtenoy-le-Royal (Régional 1)             | 0-1                   | AS La Sanne-Saint-Romain-de-Surieu (Régional 1)    |
| 10/12/2017 | Chazay d’Azergues FC (Régional 1)             | 1-4                   | Clermont Foot (Régional 1)                         |
| 17/12/2017 | FC Chéran (Régional 1)                        | 3-1                   | US Saint-Vit (Régional 1)                          |
| 10/12/2017 | Caen AG (Régional 1)                          | 2-0                   | Amiens SC (Régional 1)                             |
| 10/12/2017 | FC Rueil-Malmaison (Régional 1)               | 0-2                   | RC Saint-Denis (Régional 1)                        |
| 10/12/2017 | FC Lillers (Régional 1)                       | 1-0                   | Grand Calais FF (Régional 1)                       |
| 10/12/2017 | AS Mazères Uzos Rontignon (Régional 1)        | 2-1                   | AS Sainte-Christie-Preignan (Division d'Honneur)   |
| 10/12/2017 | Olympique d'Alès (Division Honneur Régionale) | 0-3                   | Olympique de Valence (Régional 1)                  |
| 10/12/2017 | JS Langoat (Régional 2)                       | 0-12                  | Orvault SF (Régional 1)                            |
| 10/12/2017 | Douai FF (Régional 2)                         | 3-2                   | AS Beauvais (Régional 1)                           |
| 10/12/2017 | Villeneuve d’Ascq FF (Régional 2)             | 3-2                   | FC Woippy (Division d'Honneur)                     |
| 10/12/2017 | CA Paris (Régional 2)                         | 1-0                   | AS Mussig (Division d'Honneur)                     |
| 10/12/2017 | US Créteil Lusitanos (Régional 3)             | 1-2                   | AS Saint- Nabord (Division d'Honneur)              |
| 10/12/2017 | FC Parisis (Régional 3)                       | 0-3                   | Vaux le Pénil-La Rochette FC (Régional 1)          |
| 10/12/2017 | Rezé AEPR (District)                          | 0-1                   | Bourges 18 (Régional 1)                            |
| 10/12/2017 | LB Châteauroux (District)                     | 1-4                   | CS Changéenne (Régional 1)                         |
| 10/12/2017 | FC Lyon (District)                            | 2-4                   | Besançon RC (Régional 1)                           |
| 10/12/2017 | ES Montrondaise (Régional 2)                  | 3-2                   | Muroise Football Club (District)                   |
| 10/12/2017 | Vannes OC (District)                          | 0-5                   | FC Bergot (Régional 2)                             |
| 10/12/2017 | Osny FC (Régional 3)                          | 0-2                   | AS Bruyères Foot (Régional 3)                      |

## Trente-deuxièmes de finale
Les trente-deuxièmes de finale sont marqués par l'entrée en lice des 12 clubs de la première division qui rejoignent les 20 clubs de deuxième division, les 26 clubs de Division Honneur/Régional 1, les 5 de Régional 2 ainsi que l'AS Bruyères Foot qui évolue au niveau de Régional 3, déjà qualifiés pour ce tour de la compétition.
Les rencontres ont lieu le week-end du dimanche 7 janvier 2018 et sont marquées par la nouvelle performance du Havre AC, qui après le tour précédent élimine un deuxième pensionnaires de Division 2, ainsi que par la performance de l'AS Pierrots Vauban Strasbourg qui évolue également au troisième niveau du football féminin français et qui a éliminé une équipe de seconde division.
| Date       | Club (division)                                    | Score         | Club (division)                                 |
| ---------- | -------------------------------------------------- | ------------- | ----------------------------------------------- |
| 07/01/2018 | Paris Saint-Germain (Division 1)                   | 1-0           | Lille OSC (Division 1)                          |
| 07/01/2018 | FC Fleury (Division 1)                             | 4-3           | AS Nancy-Lorraine (Division 2)                  |
| 07/01/2018 | FC Aurillac-Arpajon (Division 2)                   | 0-5           | Rodez AF (Division 1)                           |
| 07/01/2018 | AS Portet Carrefour Récébédou (Division d'Honneur) | 0-7           | Montpellier HSC (Division 1)                    |
| 07/01/2018 | AS Muretaine (Division d'Honneur)                  | 0-8           | ASPTT Albi (Division 1)                         |
| 07/01/2018 | FCE Arlac (Régional 1)                             | 0-9           | EA Guingamp (Division 1)                        |
| 07/01/2018 | AS Mazères Uzos Rontignon (District)               | 0-8           | ASJ Soyaux (Division 1)                         |
| 07/01/2018 | Sainte-Luce-sur-Loire US (Régional 1)              | 1-7           | Girondins de Bordeaux (Division 1)              |
| 07/01/2018 | Caen AG (Régional 1)                               | 0-6           | Olympique de Marseille (Division 1)             |
| 07/01/2018 | Besançon RC (Régional 1)                           | 0-20          | Olympique lyonnais (Division 1)                 |
| 07/01/2018 | CA Paris (Régional 2)                              | 0-10          | Paris FC (Division 1)                           |
| 07/01/2018 | ESOFV La Roche-sur-Yon (Division 2)                | 0-0 Tab : 4-3 | US Saint-Malo (Division 2)                      |
| 07/01/2018 | Arras FCF (Division 2)                             | 1-1 Tab : 4-3 | Metz ESAP (Division 2)                          |
| 07/01/2018 | Dijon FCO (Division 2)                             | 0-2           | Grenoble Foot (Division 2)                      |
| 07/01/2018 | FC Vendenheim (Division 2)                         | 1-2           | FF Yzeure (Division 2)                          |
| 07/01/2018 | Clermont Foot (Régional 1)                         | 1-6           | AS Saint-Étienne (Division 2)                   |
| 07/01/2018 | Le Havre AC (Régional 1)                           | 3-1           | FC Rouen (Division 2)                           |
| 07/01/2018 | OGC Nice (Division d'Honneur)                      | 0-1           | Toulouse FC (Division 2)                        |
| 07/01/2018 | Orvault SF (Régional 1)                            | 0-0 Tab : 2-4 | Le Mans FC (Division 2)                         |
| 07/01/2018 | CS Changéenne (Régional 1)                         | 0-5           | Stade brestois (Division 2)                     |
| 07/01/2018 | AS Pierrots Vauban Strasbourg (Division d'Honneur) | 1-0           | FCF Ambilly (Division 2)                        |
| 07/01/2018 | Bourges 18 (Régional 1)                            | 0-3           | Stade de Reims (Division 2)                     |
| 07/01/2018 | AS Saint- Nabord (Division d'Honneur)              | 0-8           | FC Metz (Division 2)                            |
| 07/01/2018 | FC Bergot (Régional 2)                             | 0-4           | CBOSL Football (Division 2)                     |
| 07/01/2018 | Douai FF (Régional 2)                              | 1-5           | FF Issy (Division 2)                            |
| 07/01/2018 | FA Saint-Cyprien (Division d'Honneur)              | 2-3           | Olympique de Valence (Régional 1)               |
| 07/01/2018 | ESTC Poitiers (Régional 1)                         | 1-1 Tab : 4-5 | CPBB Rennes (Régional 1)                        |
| 07/01/2018 | RC Saint-Denis (Régional 1)                        | 1-0           | Vaux le Pénil-La Rochette FC (Régional 1)       |
| 07/01/2018 | Paris UCF (Régional 1)                             | 2-0           | AS La Sanne-Saint-Romain-de-Surieu (Régional 1) |
| 07/01/2018 | ES Montrondaise (Régional 2)                       | 2-4           | FCF Monteux (Division d'Honneur)                |
| 07/01/2018 | Villeneuve d’Ascq FF (Régional 2)                  | 1-0           | FC Lillers (Régional 1)                         |
| 07/01/2018 | AS Bruyères Foot (Régional 3)                      | 1-4           | FC Chéran (Régional 1)                          |

## Seizièmes de finale
Lors des seizièmes de finale, il reste 11 clubs de première division accompagnées de 12 clubs de deuxième division, de 8 clubs de Division Honneur/Régional 1 et du petit poucet de la compétition, le Villeneuve d’Ascq FF qui évolue en Régional 2.
Les rencontres ont lieu le week-end du dimanche 28 janvier 2018 et sont marquées par la poursuite de la belle performance du Havre AC, qui après les tours précédents élimine un troisième pensionnaires de Division 2, ainsi que par la performance de l'ESOFV La Roche-sur-Yon qui évolue au deuxième niveau du football féminin français et qui a éliminé une équipe de première division, les  Girondins de Bordeaux.
| Date       | Club (division)                                    | Score | Club (division)                    |
| ---------- | -------------------------------------------------- | ----- | ---------------------------------- |
| 28/01/2018 | Olympique de Valence (Régional 1)                  | 2-3   | AS Saint-Étienne (Division 2)      |
| 28/01/2018 | Montpellier HSC (Division 1)                       | 2-0   | ASPTT Albi (Division 1)            |
| 28/01/2018 | FCF Monteux (Division d'Honneur)                   | 0-1   | Toulouse FC (Division 2)           |
| 28/01/2018 | Grenoble Foot (Division 2)                         | 1-3   | Rodez AF (Division 1)              |
| 28/01/2018 | EA Guingamp (Division 1)                           | 4-0   | CBOSL Football (Division 2)        |
| 28/01/2018 | RC Saint-Denis (Régional 1)                        | 0-5   | ASJ Soyaux (Division 1)            |
| 28/01/2018 | CPBB Rennes (Régional 1)                           | 1-4   | Stade brestois (Division 2)        |
| 27/01/2018 | ESOFV La Roche-sur-Yon (Division 2)                | 1-0   | Girondins de Bordeaux (Division 1) |
| 27/01/2018 | Villeneuve d’Ascq FF (Régional 2)                  | 1-4   | Stade de Reims (Division 2)        |
| 27/01/2018 | Paris FC (Division 1)                              | 0-2   | Paris Saint-Germain (Division 1)   |
| 28/01/2018 | Le Havre AC (Régional 1)                           | 5-0   | FF Issy (Division 2)               |
| 28/01/2018 | Arras FCF (Division 2)                             | 3-2   | Le Mans FC (Division 2)            |
| 28/01/2018 | AS Pierrots Vauban Strasbourg (Division d'Honneur) | 1-0   | FC Chéran (Régional 1)             |
| 28/01/2018 | Olympique lyonnais (Division 1)                    | 10-0  | FF Yzeure (Division 2)             |
| 28/01/2018 | Olympique de Marseille (Division 1)                | 2-0   | FC Fleury (Division 1)             |
| 28/01/2018 | Paris UCF (Régional 1)                             | 1-8   | FC Metz (Division 2)               |

## Huitièmes de finale
Lors des huitièmes de finale, il reste 7 clubs de première division accompagnées de 7 clubs de deuxième division et de 2 clubs de Division Honneur/Régional 1, Le Havre AC et l'AS Pierrots Vauban Strasbourg.
Les rencontres ont lieu le week-end du dimanche 11 février 2018 et sont marquées par le report de deux matchs pour raisons météorologiques et par la surprenante victoire du Stade brestois sur l'EA Guingamp dans un contexte de grève des joueuses de première division ayant amenée l'entraineur à aligner une équipe fortement rajeunie.
| Date       | Club (division)                     | Score         | Club (division)                                    |
| ---------- | ----------------------------------- | ------------- | -------------------------------------------------- |
| 11/02/2018 | Le Havre AC (Régional 1)            | 4-0           | AS Pierrots Vauban Strasbourg (Division d'Honneur) |
| 04/03/2018 | Stade de Reims (Division 2)         | 1-1 Tab : 6-7 | Arras FCF (Division 2)                             |
| 11/02/2018 | Olympique lyonnais (Division 1)     | 11-0          | Toulouse FC (Division 2)                           |
| 11/02/2018 | Olympique de Marseille (Division 1) | 1-1 Tab : 4-5 | Montpellier HSC (Division 1)                       |
| 25/03/2018 | Paris Saint-Germain (Division 1)    | 5-1           | Rodez AF (Division 1)                              |
| 11/02/2018 | EA Guingamp (Division 1)            | 0-3           | Stade brestois (Division 2)                        |
| 11/02/2018 | AS Saint-Étienne (Division 2)       | 1-1 Tab : 4-2 | FC Metz (Division 2)                               |
| 11/02/2018 | ESOFV La Roche-sur-Yon (Division 2) | 1-4           | ASJ Soyaux (Division 1)                            |

## Quart de finale
Lors des quarts de finale, il reste 4 clubs de première division accompagnées de 3 clubs de deuxième division et du petit poucet, Le Havre AC,  qui évolue en Régional 1.
Les rencontres ont lieu le week-end du dimanche 15 avril 2018 et sont sans surprise, les quatre cadors de première division se qualifiant pour le dernier carrée.
| Date       | Club (division)               | Score | Club (division)                  |
| ---------- | ----------------------------- | ----- | -------------------------------- |
| 15/04/2018 | Arras FCF (Division 2)        | 0-11  | Olympique lyonnais (Division 1)  |
| 14/04/2018 | Stade brestois (Division 2)   | 0-4   | Montpellier HSC (Division 1)     |
| 15/04/2018 | AS Saint-Étienne (Division 2) | 0-3   | Paris Saint-Germain (Division 1) |
| 15/04/2018 | Le Havre AC (Régional 1)      | 0-4   | ASJ Soyaux (Division 1)          |

## Demi-finale
Lors des demi-finales, il ne reste plus que des équipes de première division. Les rencontres ont lieu le lundi 7 mai 2018.
| Date       | Club (division)                 | Score | Club (division)                  |
| ---------- | ------------------------------- | ----- | -------------------------------- |
| 07/05/2018 | Olympique lyonnais (Division 1) | 4-0   | Montpellier HSC (Division 1)     |
| 07/05/2018 | ASJ Soyaux (Division 1)         | 0-3   | Paris Saint-Germain (Division 1) |

## Finale
La finale oppose deux clubs de première division, l'Olympique lyonnais sextuple tenant du titre et neuf fois vainqueur de ce tournoi et le Paris Saint-Germain dont c'est la cinquième finale avec un seul titre dans ce tournoi. 
| 31 mai 2018 | Olympique lyonnais | 0-1   | Paris Saint-Germain         | Stade de la Meinau, Strasbourg | |
|             |                    | (0-1) | Marie-Antoinette Katoto 16e | Spectateurs : 12 480 Arbitrage : Florence Guillemin Arbitres assistants : Camille Soriano et Céline Bagrowski Quatrième arbitre : Victoria Beyer | Spectateurs : 12 480 Arbitrage : Florence Guillemin Arbitres assistants : Camille Soriano et Céline Bagrowski Quatrième arbitre : Victoria Beyer |
|             | Rapport            |       |                             | Spectateurs : 12 480 Arbitrage : Florence Guillemin Arbitres assistants : Camille Soriano et Céline Bagrowski Quatrième arbitre : Victoria Beyer | Spectateurs : 12 480 Arbitrage : Florence Guillemin Arbitres assistants : Camille Soriano et Céline Bagrowski Quatrième arbitre : Victoria Beyer |

| G               | 1  | Pauline Peyraud-Magnin |  |         |
| D               | 3  | Wendie Renard          |  |         |
| D               | 4  | Selma Bacha            |  | 23e     |
| D               | 21 | Kadeisha Buchanan      |  |         |
| D               | 22 | Lucy Bronze            |  |         |
| M               | 5  | Saki Kumagai           |  | 46e     |
| M               | 6  | Amandine Henry         |  | 41e     |
| M               | 10 | Dzsenifer Marozsan     |  |         |
| A               | 9  | Eugénie Le Sommer      |  | 40e     |
| A               | 7  | Amel Majri             |  | 82e     |
| A               | 14 | Ada Hegerberg          |  |         |
| Remplacements : |    |                        |  |         |
| A               | 19 | Shanice van de Sanden  |  | 23e 52e |
| A               | 20 | Delphine Cascarino     |  | 46e     |
| D               | 29 | Griedge Mbock          |  | 82e     |
| Entraîneur :    |    |                        |  |         |
| Reynald Pedros  |    |                        |  |         |

| G               | 16 | Christiane Endler       |  | 81e |
| D               | 8  | Érika                   |  |     |
| D               | 12 | Ashley Lawrence         |  |     |
| D               | 14 | Irene Paredes           |  |     |
| D               | 17 | Eve Périsset            |  |     |
| M               | 7  | Aminata Diallo          |  |     |
| M               | 9  | Marie-Antoinette Katoto |  | 86e |
| M               | 11 | Kadidiatou Diani        |  | 90e |
| M               | 24 | Formiga                 |  | 77e |
| M               | 26 | Onema Grace Geyoro      |  |     |
| A               | 18 | Marie-Laure Delie       |  | 29e |
| Remplacements : |    |                         |  |     |
| A               | 10 | Jennifer Hermoso        |  | 77e |
| M               | 13 | Sandy Baltimore         |  | 86e |
| 0               |    |                         |  |     |
| Entraîneur :    |    |                         |  |     |
| Bernard Mendy   |    |                         |  |     |